# Championnat d'Italie de rugby à XV 1976-1977
Navigation
Serie A 1975-1976 Serie A 1977-1978
Le Championnat d'Italie de rugby à XV 1976-1977 oppose les quatorze meilleures équipes italiennes de rugby à XV. Le championnat débute en 1976 et se termine en 1977. Le tournoi se déroule sous la forme d'un championnat unique en matchs aller-retour.
Le Petrarca Padoue remporte le titre après avoir battu le Sanson Rovigo lors d'un match d'appui sur le score de 10 à 9.

## Équipes participantes
Les quatorze équipes sont les suivantes :
| - Amatori Catane - L'Aquila - Wührer Brescia - Casale Gasparello - CUS Milano Concordia - Fiamme Oro - Parma | - Petrarca Padoue - Reggio Calabria Caronte - Algida Rugby Roma - Sanson Rovigo - San Donà Fracasso - Torino Ambrosetti - Metalcrom Trévise |

## Classement
| Rang | Club                    | J  | V  | N | D  | Pm  | Pe  | Diff | Pts |
| ---- | ----------------------- | -- | -- | - | -- | --- | --- | ---- | --- |
| 1    | Petrarca Padoue         | 26 | 21 | 2 | 3  | 499 | 211 | +288 | 44  |
| 2    | Rugby Rovigo (T)        | 26 | 22 | 0 | 4  | 431 | 178 | +253 | 44  |
| 3    | L'Aquila Rugby          | 26 | 18 | 2 | 6  | 433 | 191 | +242 | 38  |
| 4    | Metalcrom Trévise       | 26 | 15 | 0 | 11 | 430 | 266 | +164 | 30  |
| 5    | Rugby Rome              | 26 | 14 | 2 | 10 | 310 | 234 | +76  | 30  |
| 6    | Fiamme Oro Padova       | 26 | 14 | 1 | 11 | 393 | 329 | +64  | 29  |
| 7    | Rugby Brescia           | 26 | 11 | 2 | 13 | 212 | 281 | -69  | 24  |
| 8    | Reggio Calabria Caronte | 26 | 9  | 2 | 15 | 189 | 301 | -112 | 20  |
| 9    | Rugby Parma             | 26 | 8  | 3 | 15 | 225 | 327 | -102 | 19  |
| 10   | Torino Ambrosetti       | 26 | 9  | 1 | 16 | 250 | 417 | -167 | 19  |
| 11   | Amatori Catane          | 26 | 9  | 0 | 17 | 179 | 482 | -303 | 18  |
| 12   | Casale Gasparello       | 26 | 7  | 4 | 15 | 196 | 259 | -63  | 18  |
| 13   | CUS Milano Concordia    | 26 | 8  | 2 | 16 | 270 | 332 | -62  | 18  |
| 14   | San Donà Fracasso       | 26 | 7  | 1 | 18 | 207 | 433 | -226 | 15  |

|  | Vainqueur (no 1)              |
|  | Barrage (no 11, no 12, no 13) |
|  | Relégué (no 14)               |
|  | T : tenant du titre 1976      |

Attribution des points :  victoire : 2, match nul : 1, défaite : 0.

## Match pour l'attribution du titre
| 22 mai 1977 | Petrarca Padoue | 10 – 9 | Sanson Rovigo | Stadio Friuli, Udine Arbitre : Pogutz |
| 22 mai 1977 |                 |        |               | Stadio Friuli, Udine Arbitre : Pogutz |
| 22 mai 1977 |                 |        |               | Stadio Friuli, Udine Arbitre : Pogutz |

## Barrage
| Rang | Club                 | J | V | N | D | Pm | Pe | Diff | Pts |
| ---- | -------------------- | - | - | - | - | -- | -- | ---- | --- |
| 1    | Amatori Catane       | 2 | 2 | 0 | 0 | 15 | 9  | +6   | 4   |
| 2    | Casale Gasparello    | 2 | 1 | 0 | 1 | 15 | 12 | +3   | 2   |
| 3    | CUS Milano Concordia | 2 | 0 | 0 | 2 | 7  | 16 | -9   | 0   |

|  | Relégué (no 3) |

Attribution des points :  victoire : 2, match nul : 1, défaite : 0.

## Vainqueur
| Entraîneur | Entraîneur             | Guy Pardiès                                       |
| Avants     | Pilier                 | Ercolino, Kind, Lorello                           |
| Avants     | Talonneur              | Avossa, G. Ballin, Vialetto                       |
| Avants     | Deuxième ligne         | P. Bortolani, Cappellari, Piran, Ragazzi, Sbrocco |
| Avants     | Troisième ligne aile   | A. Ballin, Trentin, Vincitorio, A. Bergamasco     |
| Avants     | Troisième ligne centre |                                                   |
| Arrières   | Demi de mêlée          | Mattarolo, Pardiès                                |
| Arrières   | Demi d'ouverture       |                                                   |
| Arrières   | Centre                 | Potente                                           |
| Arrières   | Ailier                 | Petrocco                                          |
| Arrières   | Arrière                |                                                   |